# Helmut de Raaf
Helmut de Raaf (Neuss, 5 novembre 1961) è un allenatore di hockey su ghiaccio, dirigente sportivo ed ex hockeista su ghiaccio tedesco che giocava nel ruolo di portiere.

## Palmarès

### Giocatore

#### Club
- Eishockey-Bundesliga: 8

Kölner EC: 1983-1984, 1985-1986, 1986-1987, 1987-1988
Düsseldorfer EG: 1989-1990, 1990-1991, 1991-1992, 1992-1993
- Deutsche Eishockey-Liga: 3

Düsseldorfer EG: 1995-1996
Adler Mannheim: 1998-1999, 2000-2001

#### Individuale
- Miglior portiere della Eishockey-Bundesliga: 6

1985-1986, 1986-1987, 1990-1991, 1991-1992, 1992-1993, 1993-1994

### Allenatore

#### Giovanili
- Deutsche Nachwuchsliga: 9

Jungadler Mannheim U-18: 2001-2002, 2002-2003, 2003-2004, 2005-2005, 2005-2006, 2007-2008, 2008-2009, 2009-2010, 2011-2012